# Gustaf Fängström
Gustaf Erik August Fängström, född 1905 i Överluleå, Norrbottens län, död 1999 i Uppsala, var en svensk målare.
Han var son till konservatorn P.A. Fägerskiöld och Ester Widell och gift med Alice Fängström. Fängström kan trots en kortare studietid vid Berggrens målarskola i Stockholm räknas som autodidakt. Han företog ett flertal studieresor i Europa bland annat till Danmark, Nederländerna, Frankrike, Belgien, Italien och Nordafrika. Resan till Nederländerna kom att betyda mycket för hans konstnärliga utövning, det gav honom både motiv och inspiration och många av hans mest personliga målningar i en något abstraherande, naiv stil har motiv från Nederländerna. Hans tidiga konst bestod av motiv med mer fantasibetonade och religiösa motiv för att senare övergå till ett mer naturinspirerande måleri. Han ställde ut separat ett flertal gånger i Stockholm och i bland annat Uppsala, Hudiksvall och Jönköping. Han medverkade i samlingsutställningar med Sveriges allmänna konstförening och Uplands konstförening. Tillsammans med några andra Uppsalakonstnärer ställde gruppen ut i Luleå och Uppsala. Han var till största delen verksam i Uppsala och han utförde även några offentliga utsmyckningar i Uppsala.. Fängström är representerad vid Jönköpings läns museum, Västerås konstmuseum, Gävle museum och Hudiksvalls museum. 
Hans änka donerade en stor del av sin makes efterlämnade konst till Uppsala konstmuseum 2000, samma år visades  minnesutställningen Gustaf Fängström, en abstrakt bildberättare på Uppsala konstmuseum.